# Cleptocaccobius durantoni
Cleptocaccobius durantoni är en skalbaggsart som beskrevs av Yves Cambefort 1985. Cleptocaccobius durantoni ingår i släktet Cleptocaccobius och familjen bladhorningar. Inga underarter finns listade i Catalogue of Life.